# أرلو وايت
أرلو وايت (بالإنجليزية: Arlo White)‏ هو معلق رياضي أمريكي، ولد في 2 يونيو 1973 في ليستر في المملكة المتحدة.